# Bataille de Kirkouk (2016)
Pour les articles homonymes, voir Bataille de Kirkouk.
Seconde guerre civile irakienne
La bataille de Kirkouk a eu lieu du 21 au 24 octobre 2016, lors de la seconde guerre civile irakienne.

## Prélude
La ville de Kirkouk est occupée depuis le 12 juin 2014 par les peshmergas de l'UPK,. Des troupes du PKK sont également présentes.
Le 17 octobre 2016, l'armée irakienne et les peshmergas lancent la bataille de Mossoul afin de reprendre la ville à l'État islamique. Cependant ils délaissent derrière eux la poche d'Hawija, où résistent encore 1 000 à 1 500 djihadistes encerclés à une vingtaine de kilomètres au sud-ouest de Kirkouk,.
La nuit du 20 au 21 octobre 2016, les hommes de l'État islamique lancent une opération de diversion en attaquant directement la ville de Kirkouk,.

## Déroulement
L'État islamique passe à l'offensive à trois heures du matin et attaque Kirkouk sur plusieurs axes par le nord, l'est et le sud, avec au moins plusieurs dizaines d'inghimasi,,,,. Ces derniers entrent à l'intérieur de la ville et se dispersent par petits groupes. D'après les autorités kurdes, des cellules dormantes pourraient également avoir été activées. Les combats ont lieu dans plusieurs quartiers de la ville ; Wasiti, 1er juin, Granada, Hacac, Asra Masqudin et Domiz. Dans le quartier 1er juin, au moins cinq kamikazes se font exploser en attaquant des bâtiments gouvernementaux, dont le quartier général de la police, où au moins six policiers sont tués,,. D'autres combattants se retranchent à l'intérieur de l'hôtel Jihad, dans le centre-ville, à proximité de la citadelle de Kirkouk,. Dans le quartier de Tesaeen, des djihadistes entrent dans la mosquée Al-Mohammadi et utilisent les haut-parleurs pour crier « Allahu akbar » et « Dawlat al-Islam baqiya » (L'État islamique restera),. Dans la soirée, l'État islamique revendique, via l'agence Amaq, la prise de la moitié de la ville, mais ces déclarations sont exagérées, les djihadistes se disséminent et se retranchent dans quelques immeubles,.
Les djihadistes mènent également une attaque à Dibis, à quarante kilomètres au nord-ouest de Kirkouk, contre une centrale électrique en chantier. Trois kamikazes se font exploser lors des combats et au moins douze employés irakiens et quatre techniciens iraniens sont tués,.
Au cours de la nuit du 21 au 22, des miliciens chiites de la 16e brigade turkmène de l'Organisation Badr entrent dans Kirkouk,,. La 52e brigade turkmène dépêche également un millier de combattants. Les 22 et 23, des combattants kurdes traquent les derniers djihadistes infiltrés, ces derniers tiennent d'ultimes poches de résistance dans des quartiers au sud et à l'est de la ville. Les combats se terminent le 24 octobre, au matin.

## Les pertes
Au matin du 22 octobre, un bilan communiqué par un responsable militaire du ministère irakien de l'Intérieur et confirmé par une source médicale de l'AFP, fait état d'au moins 46 morts et 133 blessés, dont une majorité de membres des forces de sécurité,. À la même date, selon le chef de la police de Kirkouk, 48 djihadistes ont été tués. Le 24 octobre, Najmeddin Karin, gouverneur de la province de Kirkouk, déclare que 74 djihadistes sont morts pendant l'attaque et que leur chef a été arrêté.
Selon le New York Times, le bilan définitif de l'attaque est de 84 morts du côté des djihadistes, tandis que 43 policiers et 33 peshmergas ont été tués, ainsi que 21 civils. De plus, 265 personnes ont été blessées.
Un journaliste irakien, Ahmed Hajer Oglu, de la télévision turkmène Ili, est tué par un tireur embusqué de l'EI le premier jour des combats.

## Conséquences
Après les attaques, les Kurdes chassent des centaines de familles arabes de la ville de Kirkouk et détruisent leurs maisons au bulldozer,,.

### Vidéographie
- [vidéo] Irak : Sur quels axes le groupe État islamique a-t-il fait ses incursions à Kirkouk ?, France 24, 21 octobre 2016.